# Кавзо дел Томба
Кавзо дел Томба (итал. Cavaso del Tomba) је насеље у Италији у округу Тревизо, региону Венето.
Према процени из 2011. у насељу је живело 2675 становника. Насеље се налази на надморској висини од 245 м.

## Становништво
| 1951. | 1961. | 1971. | 1981. | 1991. | 2001. | 2011. |
| ----- | ----- | ----- | ----- | ----- | ----- | ----- |
| 3.040 | 2.622 | 2.603 | 2.543 | 2.390 | 2.675 | 2.996 |